# Hillsborough (Carolina del Nord)
Hillsborough è un comune degli Stati Uniti d'America, nella Contea di Orange, nella Carolina del Nord, con una popolazione stimata nel 2008 di circa 5.653 abitanti.

## Eventi
Dal 1949 al 1968 si sono disputate 32 gare della NASCAR Sprint Cup Series sul circuito Occoneechee Speedway, che si trova nei dintorni di Hillsborough. Il circuito è stato dismesso nel 1968.